# Mark Addy
Mark Addy, född 14 januari 1964 i York, är en brittisk skådespelare, känd för bland annat rollen som Dave i filmen Allt eller inget och kung Robert Baratheon i TV-serien Game of Thrones.

## Privatliv
Mark Addy är gift och har tre barn, födda 2000, 2003 och 2005. Hans far arbetade som glasmästare på York Minster.

## Filmografi, i urval
- 1997 – Allt eller inget
- 2000 – Familjen Flinta i Viva Rock Vegas
- 2001 – En riddares historia
- 2002 – The Time Machine
- 2002 – Still Standing (TV-serie)
- 2003 – The Sin Eater
- 2004 – Jorden runt på 80 dagar
- 2010 – Barneys många liv
- 2010 – Robin Hood
- 2011 – Game of Thrones (TV-serie)
- 2013 – Atlantis (TV-serie)